# Paulo Picasso
Paulo Ruiz Picasso, né le 4 février 1921 à Paris et mort le 5 juin 1975 dans la même ville, est le fils aîné du peintre, dessinateur et sculpteur espagnol Pablo Picasso et de la danseuse ukrainienne Olga Khokhlova.

## Biographie

### Famille
Paulo Picasso (dit aussi Paul Picasso) est le fils de l'artiste peintre espagnol Pablo Picasso (1881-1973), établi en France, et de la danseuse de ballet russe Olga Khokhlova (1891-1955), sa première épouse, qui se sont mariés en 1918 à Paris, à la cathédrale orthodoxe Saint-Alexandre-Nevsky,. Unique enfant du couple, il est aussi le seul enfant reconnu légitime du vivant de Pablo Picasso. Il n'en est pas moins l'aîné d'une fratrie de quatre enfants en étant le demi-frère consanguin de Maya Wiedmaier-Picasso (1935-2022), de Claude Picasso (1947-2023) et de Paloma Picasso (1949), nés hors mariage, qui n'obtiendront leur légitimation qu'après la mort de Picasso.

### Enfance: Paulo source d'inspiration et modèle de son père
Dès sa petite enfance, Paulo Picasso est le sujet de nombreux dessins, puis de peintures à l'huile réalisés par son père.
Au début des années 1920 qui coïncident avec les premières années de son mariage durant lesquelles il s'entend avec son épouse, Pablo Picasso atteint un certain degré d'épanouissement et de stabilité dans sa vie privée. Son jeune fils Paulo constitue alors pour lui une source d'inspiration. Il en va de même pour Olga qui sert fréquemment de modèle à son mari. Picasso portraiture l'enfant au crayon, seul ou dans les bras de sa mère Olga, puis à l'huile, en buste, et le représente en train de dessiner (1923) ou de jouer. Paulo pose aussi déguisé en Arlequin (1924), en Pierrot (1925), sur son cheval à bascule (1926), etc.
Cette période de relative tranquillité familiale cesse lorsque Picasso rencontre Marie-Thérèse Walter en 1927 et entame une liaison avec elle. Le couple se sépare définitivement en 1935. Olga réclame le divorce, ce que Picasso refuse, et part vivre dans le Sud de la France avec Paulo, alors âgé de 14 ans.

### Vie active
Paulo Picasso devient par la suite le chauffeur de Pablo. Faiblement rémunéré pour ce service, son père ne lui verse qu'une maigre pension et refuse d'apporter la moindre aide financière à sa mère, Olga, qui sombre peu à peu dans la misère (elle mourra le 11 février 1955) . Les relations entre le peintre et son fils se dégradent progressivement. Pablo considère ouvertement Paulo comme un « imbécile » et l'humilie régulièrement. Un jour, il lui dira : « Tu es un anarchiste bourgeois doublé d'un incapable. » Devenu le souffre-douleur du peintre, Paulo Picasso n'est pas autorisé à pénétrer dans la villa cannoise de son père ni même à le rencontrer lorsque celui-ci travaille. Contraint à une vie précaire, il souffre d'alcoolisme et ne parvient pas à se libérer de l'emprise de Pablo Picasso qui s'avère être sa seule source de revenus.
En tant que chauffeur de Pablo Picasso, Paulo voue une passion aux automobiles de luxe.

### Vie privée
Paulo Picasso épouse en premières noces Émilienne Lotte. Le couple se sépare en 1951, après la naissance de deux enfants :
- Pablito Picasso (1949-1973), mort par suicide
- Marina Picasso (née en 1950), âgée de cinq mois lors de la séparation de ses parents.

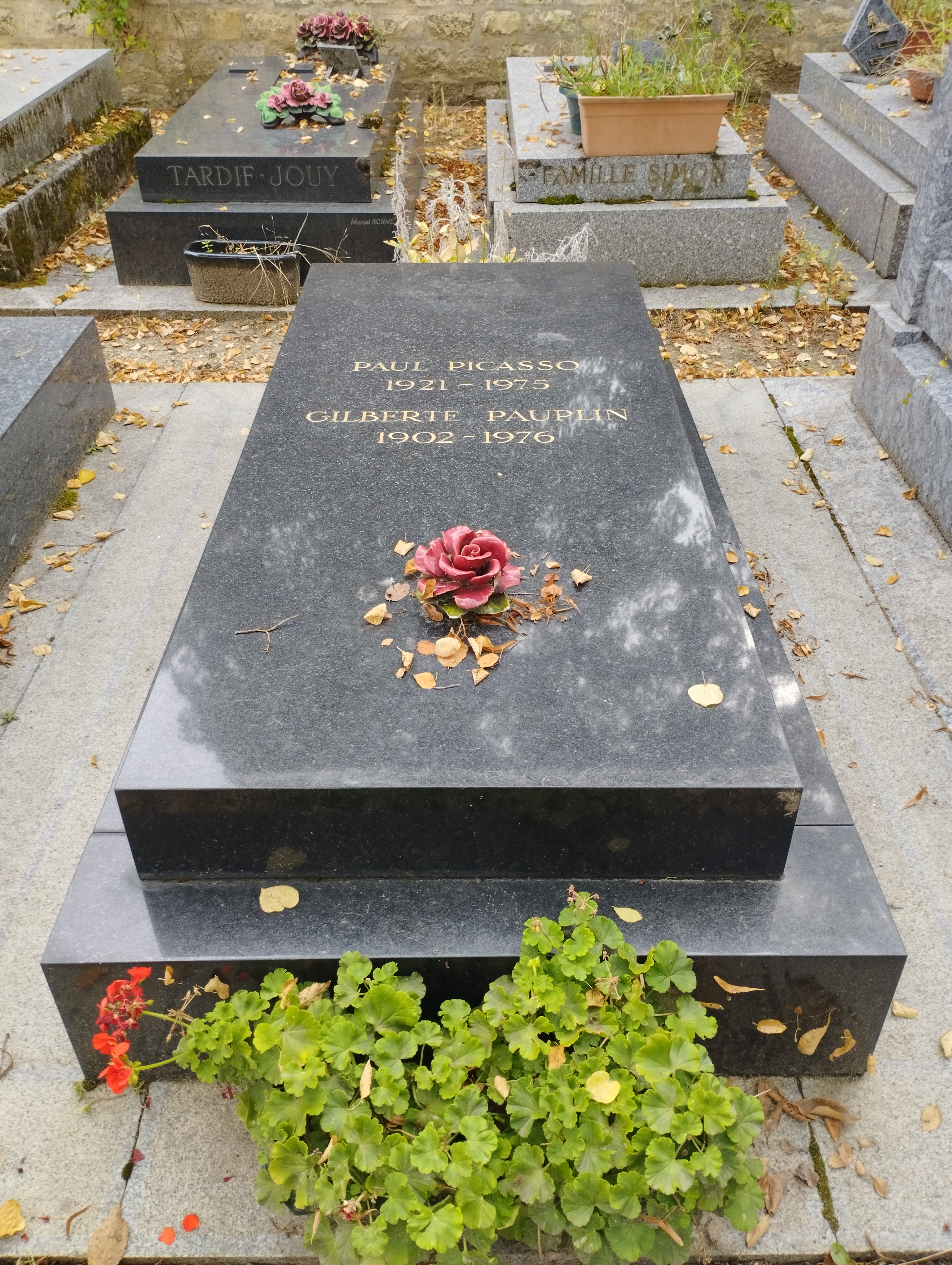
Tombe de Paulo Picasso au cimetière du Montparnasse (division 16).

Il se remarie en secondes noces avec Christiane, dite Christine Pauplin dont il a fait la connaissance en 1955, qui lui donne un troisième enfant :
- Bernard Picasso (né en 1959).

### Fin de vie
Pablo Picasso meurt le 8 avril 1973 à l'âge de 91 ans. En tant que seul fils légitime du peintre, Paulo a droit à une certaine part de l'héritage qui lui permet amplement d'améliorer son train de vie. Il se consacre davantage à sa passion pour les voitures de luxe. Le 12 juillet 1973 cependant, il perd son fils aîné, Pablito Picasso, qui meurt après avoir avalé de l'eau de Javel et enduré une longue agonie.
Atteint d'un cancer du foie, Paulo Picasso meurt à son tour le 5 juin 1975 à l'âge de 54 ans. Il est inhumé au cimetière du Montparnasse (division 16) à Paris.

## Paulo Picasso dans l'œuvre de son père
La liste qui suit n'est pas exhaustive : elle présente un choix d'œuvres.

### Huiles sur toile
- Paulo au bonnet blanc, portrait en buste, 1922, huile sur toile, Musée Picasso, Málaga[16]
- Portrait de Paulo, fils de l'artiste, 1923, huile sur toile, 27 × 22 cm[17]
- Paulo dessinant, 1923, huile sur toile, 130 × 97 cm, Musée national Picasso-Paris, Paris[4]
- Paul en Arlequin, 1924, huile sur toile, 130 × 97,5 cm, Musée national Picasso-Paris[5]
- Paul en Pierrot, 1925, huile sur toile, 130 × 97 cm, Musée national Picasso-Paris[6]
- Paulo sur son cheval à bascule, 1926